# Tillandsia 'Comet'
Tillandsia 'Comet' es un  cultivar híbrido del género Tillandsia perteneciente a la familia  Bromeliaceae.
Es un híbrido creado  con las especies Tillandsia circinnatioides × Tillandsia concolor.